# Oh My Love
«Oh My Love» es una canción escrita por John Lennon y Yoko Ono que aparece en el álbum de John Lennon Imagine en 1971. George Harrison contribuyó con su guitarra en esta y otras canciones de este álbum.

## Información
Oh My Love fue también lanzada en el álbum de Lennon llamado Wonsaponatime en 1998, y también en el álbum The U.S. vs. John Lennon en el año 2006.  Es la canción número 7 en Wonsaponatime y la canción número 20 en The U.S. vs. John Lennon.
La canción fue originalmente escrita  y grabada en maqueta en 1968 después de las sesiones para el álbum The Beatles.  Esta maqueta apareció en varios álbumes piratas de los Beatles. 

## Versiones Cover
La canción ha sido grabada por numerosos artistas, incluyendo The Bells, Human Drama, Cilla Black, Jackson Browne, Yoshida Brothers, Susheela Raman, Raimundo Fagner, The Jangles, The Wackers, Yellowcard, Morgan Fisher, Martin Gore, Luis Alberto Spinetta & Los Durabeats y Fredo Viola. La versión cover de The Lettermen se convirtió en hit menor, llegando hasta el puesto #58 en la lista de singles japoneses en 1972.

## En otros medios populares
La canción también ha sido usada en varias películas,a saber en Little Darlings y varias veces a lo largo de la película en Heartbreakers. La canción se encuentra en la banda sonora de la primera temporada del show de televisión Las chicas Gilmore.

## Personal
- John Lennon: voz, piano
- George Harrison: guitarra eléctrica
- Klaus Voormann: bajo
- Alan White: batería
- Nicky Hopkins: Segundo piano